# Músculo adutor longo
O músculo adutor longo é um músculo da coxa.